# Velț
Velț – wieś w Rumunii, w okręgu Sybin, w gminie Bazna. W 2011 roku liczyła 658 mieszkańców.